# فرانشون کروز
فرانشون کروز دزورن (زادهٔ ۱۳ ژوئن ۱۹۸۷) یک بوکسور حرفه‌ای آمریکایی است. او قهرمان کنونی در دسته میان‌وزن شورای جهانی بوکس و قهرمان موقت اتحادیه جهانی بوکس است و در تاریخ ۱۵ دسامبر ۲۰۲۳ شاداسیا گرین را شکست داد. پیش از این، او قهرمان جهانی بدون شکست در دسته میان‌وزن بود که در ۲ ژوئیه ۲۰۲۳ به ساوانا مارشال باخت. کروز دزورن از سال ۲۰۱۸ تا ۲۰۲۳ قهرمان شورای جهانی بوکس، از سال ۲۰۱۹ تا ۲۰۲۳ قهرمان سازمان جهانی بوکس، و از سال ۲۰۲۲ تا ۲۰۲۳ قهرمان اتحادیه جهانی بوکس و فدراسیون بین‌المللی بوکس بود.

## دوران آماتوری
کروز دزورن در مرحله یک‌چهارم نهایی بازی‌های پان‌امریکن در سال ۲۰۱۱ در وزن نیم‌سنگین به مری اسپنسر باخت. در مسابقات جهانی بوکس زنان آیبا در سال ۲۰۱۲، کروز دزورن در وزن نیم‌سنگین به میدان رفت. او سابرینا دلا رو، داریگا شاکیموا و تیمئا ناگی را شکست داد و به فینال رسید. در فینال، کروز دزورن به یوان میچینگ باخت و مدال نقره را کسب کرد.
در مسابقات جهانی بوکس زنان آیبا در سال ۲۰۱۶، کروز دزورن در وزن نیم‌سنگین مبارزه کرد. او فلاویا سویرین و ماریا کوواکس را شکست داد و به نیمه‌نهایی رسید، اما به یانگ شیاولی باخت و مدال برنز را به دست آورد.

## دوران حرفه‌ای
کروز دزورن در تاریخ ۱۹ نوامبر ۲۰۱۶ به‌طور حرفه‌ای در برابر قهرمان المپیک، کلاسرا شیلدز به میدان رفت و با رأی اکثریت داوران، شکست خورد.
او اولین قهرمانی حرفه‌ای جهانی خود را در سپتامبر ۲۰۱۸ با شکست مارسیلا کوره‌خو برای کسب عنوان قهرمانی شورای جهانی بوکس در دسته میان‌وزن به دست آورد. این مبارزه در هارد راک هتل کازینو در لاس‌وگاس برگزار شد.
در تاریخ ۱۴ سپتامبر ۲۰۱۹، در یک مبارزه با کوره‌خو, کروز دزورن عنوان قهرمانی شورای جهانی بوکس در دسته میان‌وزن را حفظ کرد و عنوان سازمان جهانی بوکس را با پیروزی بر حریف خود در ده دور به دست آورد.
کروز دزورن در ژوئن ۲۰۱۹ به شرکت تبلیغاتی «گولدن بوی» پیوست.
در تاریخ ۱۱ ژانویه ۲۰۲۰، کروز دزورن در برابر آلخاندرا خیمنز به میدان رفت. پس از ۱۰ دور، خیمنز با رأی داوران به عنوان برنده اعلام شد. با این حال، در تاریخ ۱۰ فوریه ۲۰۲۰، نتیجه مبارزه به «بدون تصمیم» تغییر یافت، زیرا تست دوپینگ خیمنز در آزمون پیش از مبارزه مثبت بود. در مارس ۲۰۲۰، سازمان جهانی بوکس کمربند خیمنز را لغو کرد و سپس، در ژوئن ۲۰۲۰، شورای جهانی بوکس نیز همین کار را انجام داد. هر دو سازمان همچنین کروز دزورن را به عنوان قهرمان معرفی کردند.
در آوریل ۲۰۲۲، فرانشون کروز دزورن در مدیسن اسکوئر گاردن با رأی داوران الین سیدرروس را شکست داد و عنوان‌های قهرمانی اتحادیه جهانی بوکس و فدراسیون بین‌المللی بوکس در دسته میان‌وزن را به دست آورد. این پیروزی باعث شد کروز دزورن به قهرمان جهانی بدون شکست در دسته میان‌وزن تبدیل شود.
او تلاش کرد تا عنوان قهرمانی جهانی بدون شکست خود را در برابر ساوانا مارشال در آرنا منچستر در ۱ ژوئیه ۲۰۲۳ حفظ کند، اما در این مبارزه با رأی اکثریت داوران شکست خورد.
پس از آنکه شورای جهانی بوکس ساوانا مارشال را به عنوان قهرمان در حال تعلیق اعلام کرد، کروز دزورن در ۱۵ دسامبر ۲۰۲۳ با شاداسیا گرین، برای کسب عنوان قهرمانی مبارزه کرد.

## خارج از دنیای بوکس
در دوران کودکی، کروز دزورن آرزوی تبدیل شدن به خواننده را داشت. پیش از ورود به دنیای بوکس حرفه‌ای، او یکی از شرکت‌کنندگان در آمریکن آیدل بود. او همچنین آهنگ‌هایی در استودیو ضبط کرده و در صنعت موسیقی به نام فرانشون هوی هییتینگ دیوا شناخته می‌شود.